# Blang Rubek
Blang Rubek is een bestuurslaag in het regentschap Aceh Utara van de provincie Atjeh, Indonesië. Blang Rubek telt 360 inwoners (volkstelling 2010).